# والتر بنیامین
والتر بندیکس شونفلیس بنیامین (به آلمانی: Walter Bendix Schönflies Benjamin) ‏ (۱۵ ژوئیه ۱۸۹۲–۲۷ سپتامبر ۱۹۴۰) فیلسوف، مترجم، نویسنده، برنامه‌ساز رادیو و زیبایی‌شناس مارکسیست آلمانی-یهودی بود. وی از منتقدان امپریالیسم در غرب بود و به مبارزه با سرمایه‌داری پرداخت. بنیامین به نقد ابزارها و نمودهای سرمایه‌داری می‌پرداخت و آن‌ها را موجب تحولاتی خاص و غالباً منفی در اجتماع می‌دانست.

## زندگی
والتر بنیامین، ۱۸۹۲ در یک خانوادهٔ مرفه یهودی در برلین زاده‌شد. او در دانشگاه فلسفه، تاریخ هنر، و ادبیات خواند. تز دکترای او مفهوم نقد هنری در رمانتیک آلمان نام داشت. او در جوانی مدتی خود را با عرفان و فلسفه در یهود مشغول کرد. از ۱۹۷۲ مجموعه آثار او با کمک آدورنو در دسترس علاقه‌مندان قرار گرفته‌است.
او، ۱۹۳۰–۱۹۲۰ بستگی نه چندان محکمی با مکتب فرانکفورت داشت، هر چه که گادامر و هورک‌هایمر به تحلیل‌های بنیامین خرده می‌گرفتند و معتقد بودند که به اندازه کافی دیالکتیکی نیستند، همین انتقادها به شهرت او در نهضت ضد مارکسیستی پسامدرنیستی انجامید. والتر بنیامین روشنفکری گشوده بود که به دلیل دوستی نزدیک خود با تئودو آدورنو از تاثیر پذیرفتگان از مکتب فرانکفورت قلمداد می‌شود. همچنین او به دلیل دوستی نزدیک با برتولت برشت نمایشنامه‌نویس مشهور کمونیست از او نیز تاثیر بسیار پذیرفته است. نوشته‌های او در حوزه‌ی  زیبایی‌شناسی تاثیرات بسیاری خارج از آکادمی بر نظریه‌های هنر، ادبیات و رسانه گذاشته است. او همچنین آثاری از بالزاک، بودلر و پروست را به آلمانی ترجمه کرده است. او که در برلین متولد شده بود، بعد از ناکامی در طی کردن مدارج آکادمیک، دوره آمادگی برای استادی در دانشگاه را ناتمام رها کرد و به عنوان یک نویسنده خارج از آکادمی به امر نوشتن مشغول شد. او در سال ۱۹۳۳ به عنوان یک نویسنده سکولار پس از روی کار آمدن حزب نازی در آلمان، آنجا را به مقصد پاریس ترک کرد. در ۲۷ سپتامبر ۱۹۴۰، به دنبال فرار از فاشیسم آلمان، در مرز فرانسه و اسپانیا، دستگیر شد و برای فرار از تحویل به گشتاپو، دست به خودکشی زد.
ظاهراً وی تعداد زیادی قرص مرفین خورده‌ بود، گرچه تاکنون مرگ او مشکوک به نظر می‌رسد.

بعدها با انتشار کامل آثار بنیامین، به مرور اهمیت و ارزش افکار او به‌خصوص از منظر سیاسی-الهیاتی آشکارتر شد. منظری که امروزه کسانی چون اگامبن پروژهٔ فکری خود را به آن سمت‌وسو ادامه می‌دهند.

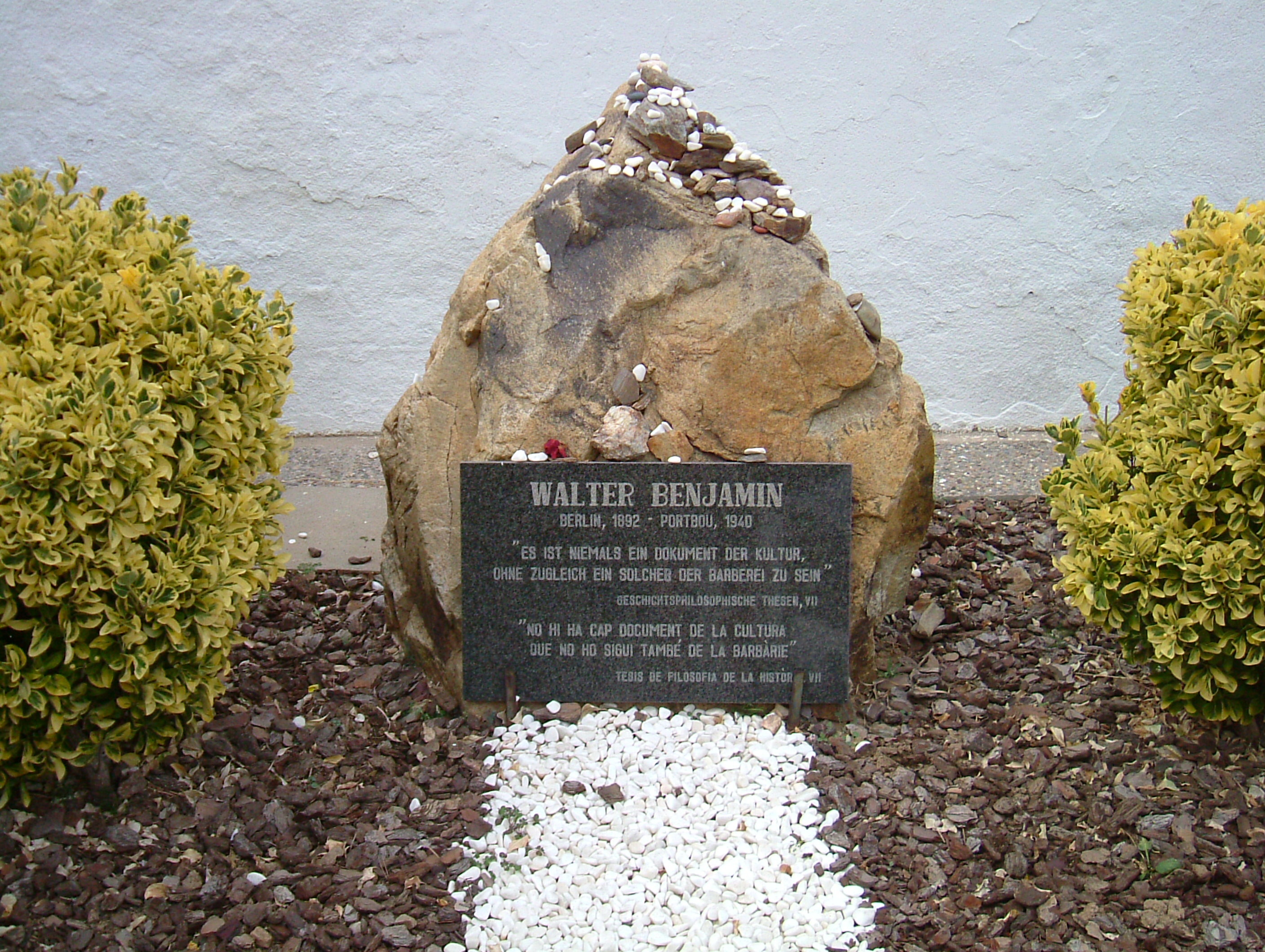
مدفن والتر بنیامین

«تاریخ را فاتحان می‌نویسند، ولی هنر تاریخ به روایت شکست‌خوردگان است.» گفتهٔ اوست.

## در نگاه دیگر متفکران
هانا آرنت او را از بزرگترین منتقدان هنری قرن بیستم می‌داند. دوست و همکار او در مکتب فرانکفورت، تئودور آدورنو، دربارهٔ او گفت «راز روش نبوغ‌آمیز او کشف ناسازگاری‌ها بود. او در دل هر متن عناصر ناهم‌خوان را می‌یافت.»، برتولت برشت مرگ او را بزرگترین ضایعه جبران‌ناپذیری دانست که نازیسم بر فرهنگ آلمان وارد کرد. ارنست بلوخ او را «فیلسوف بی‌همتای روزگار ما» خواند و هربرت مارکوزه گفته شناخت بحران فکری روزگار معاصر بدون پرداخت به آثار او ممکن نیست.

## ترجمه به فارسی
- خرده شیشه های اندیشه: پاریس پایتخت قرن نوزده، ترجمه محمد حیاتی، نشر نیلوفر، 1400.
- متافیزیک جوانی و چند مقالۀ دیگر (مجموعۀ مقالات)، ترجمه محسن ملکی، تهران: نشر ناهید، 1400.
- نشانه‌ای به رهایی (گزیده مقاله‌ها)، ترجمه بابک احمدی، تهران: نشر تندر، ۱۳۶۴. (ویرایش دوم: نشر مرکز، ۱۳۹۸).
- عروسک و کوتوله: مقالاتی درباب زبان و تاریخ، ترجمه مراد فرهادپور و امید مهرگان، تهران: انتشارات گام نو، ۱۳۸۵.
- خیابان یک‌طرفه، ترجمه حمید فرازنده، تهران: نشر مرکز، ۱۳۸۹.
- برگزیده مقالات والتر بنیامین، ترجمه رؤیا منجم، تهران: نشر علم، ۱۳۹۳.
- نقد خشونت در کتاب رخداد: قانون و خشونت، صالح نجفی، امید مهرگان، مراد فرهادپور، ۱۳۹۲.
- مؤلف به مثابهٔ تولیدکننده در کتاب مؤلف به مثابهٔ تولیدکننده با دو مقالهٔ انتقادی از بوریس بودن و هیتواستیرل، ترجمه ایمان گنجی و کیوان مهتدی، نشر زاوش، ۱۳۹۶.
- بنیامین برای معماران، گزیده‌هایی از متن‌های مختلف، گردآوری و تحلیل برایان الیوت، ترجمه احسان حنیف، تهران: فکر نو، ۱۳۹۸.
- اثر هنری در عصر تکثیر مکانیکی در کتاب نظریه‌های زیبایی‌شناسی، گردآوری و ویرایش مارک فاستر گیج، ترجمه احسان حنیف، تهران: فکر نو، ۱۳۹۹.